# Gottfried Feder
Gottfried Feder (Wurzburgo, 27 de enero de 1883-Murnau, Alta Baviera; 24 de septiembre de 1941) fue un ingeniero y político alemán, muy activo durante los primeros años de la fundación del Partido Nacionalsocialista Obrero Alemán.

## Biografía
Como ingeniero civil, Feder se hizo activo en asuntos económicos y políticos. Fue el precursor del principio de «romper la esclavitud de los intereses del dinero», que ejerció una fuerte influencia sobre el programa de los 25 puntos del Partido Nacionalsocialista Obrero Alemán, siendo éste el punto número 11. Feder se había unido al partido incluso antes que Hitler.
Representó como diputado al NSDAP en el Reichstag entre 1924 y 1936. Fue también Secretario de Estado para el Ministerio de Asuntos Económicos (1933–1934) y Comisario Político del Reich para la Asamblea Legislativa entre 1934 y 1935. Su influencia declinó con la caída política del grupo revolucionario de Gregor Strasser dentro del Partido Nazi en 1932 y porque Hitler en ese momento solicitaba el apoyo de inversores para ayudar a la campaña del Partido, mientras que Feder mantenía fuertes críticas con el capitalismo, solicitando que fuera abolido.[cita requerida]
La carrera política de Feder quedó totalmente acabada a partir de 1936, cuando se dedicó exclusivamente a la docencia en el Colegio Técnico de Berlín. Su trabajo Das Programm der Nationalsozialistischen Arbeiterpartei und ihre weltanschaulichen Grundlagen (El programa del NSDAP y su base ideológica, 1927) es un documento importante para el estudio histórico del Nacionalsocialismo.